# Back to the Future (jeu vidéo)
Pour les articles homonymes, voir Retour vers le futur (homonymie).
 (octobre 2019).
Si vous disposez d'ouvrages ou d'articles de référence ou si vous connaissez des sites web de qualité traitant du thème abordé ici, merci de compléter l'article en donnant les références utiles à sa vérifiabilité et en les liant à la section « Notes et références ».
Back to the Future est un jeu vidéo développé par Software Images, édité par Electric Dreams Software sur Amstrad CPC, Commodore 64 et ZX Spectrum en 1985 puis par LJN sur NES en 1989. Le jeu est basé sur la série de films Retour vers le futur. En 1990, LJN sorti une suite Back to the Future Part II et III.

## Système de jeu

### Version NES
Le joueur contrôle Marty McFly en 1955 et doit récolter des horloges pour accéder au niveau suivant, tout en évitant les ennemies (filles faisant du hula-hoop, hommes tenant une vitre, abeilles) ou divers objets (bancs, flaques d'huile, buissons) qui peuvent le tuer. En collectant 2 power-ups Marty pourra utiliser son skate pour aller plus vite ou lancer des boules de bowling pour éliminer les ennemies. Il y a 3 mini-jeux à la fin de chaque niveaux, lancer des assiettes sur le gang de Biff Tannen dans le bar, éviter les baisers que Lorraine envoie à Marty et placer correctement sa guitare pour rester dans l'air de la chanson pour que Georges et Lorraine s'embrassent. Dans le dernier niveau, Marty conduit la DeLorean pendant la nuit et doit récolter divers items sur la route pour atteindre les 88 miles/h permettant à la machine à remonter le temps de ramener Marty en 1985. Le jeu (très difficile) prend de 35 à 50 minutes pour le finir.

### Versions ordinateurs
Le joueur incarne Marty McFly et doit s'arranger pour que Georges McFly passe le plus de temps à  avec Lorraine Baines. Plus de temps ils passent ensemble, plus ils tombent amoureux, et plus d'éléments sont reconstitués sur la photo de famille en bas à droite de l'écran. Si le joueur ne fait rien, la photo de gauche disparait progressivement. À chaque disparition complète, un morceau de la photo de droite disparait. Quand la photo de droite est complète, le joueur pourra retourner vers le futur.
Le joueur se déplace dans cinq endroits différents qui font la taille de l'écran, et dans la rue qui sert de lieu de transite. Cinq personnages circulent entre ces zones : Marty McFly contrôlé par le joueur, Georges McFly, Lorraine Baines, Biff Tanen et le Dr Emmett Brown.
De base, Lorraine suit Marty, George évite Biff, Biff essaie de cogner Marty. Marty peut ramasser plusieurs objets comme un poème d'amour, une tasse de café, une guitare, un skateboard et une combinaison anti-radiation nucléaire qui sert de déguisement d'extraterrestre. Il ne pourra en transporter qu'un à la fois, et pourra être activé quand le joueur le souhaite.
- Avec le Skateboard Marty se déplace plus vite.
- Avec la guitare, Marty fige Georges et Lorraine dans la salle de danse.
- Avec le poème donné à Georges, Lorraine suivra Georges.
- Avec la tenue d'extraterrestre, Georges suivra Lorraine
- Avec le café, Marty aura un coup de fouet, et pourra mettre Biff KO.